# Eucradinae
Eucradinae es una subfamilia de escarabajos polífagos de la familia Ptinidae.

## Tribus
- Eucradini
- Hedobiini

## Géneros
| - Anhedobia - Clada - Eucrada - Hedobia - Neohedobia | - Pachotelus - Ptilinastes - Ptilineurus - Ptinomorphus |